# Frankenstraße 62 (Stralsund)

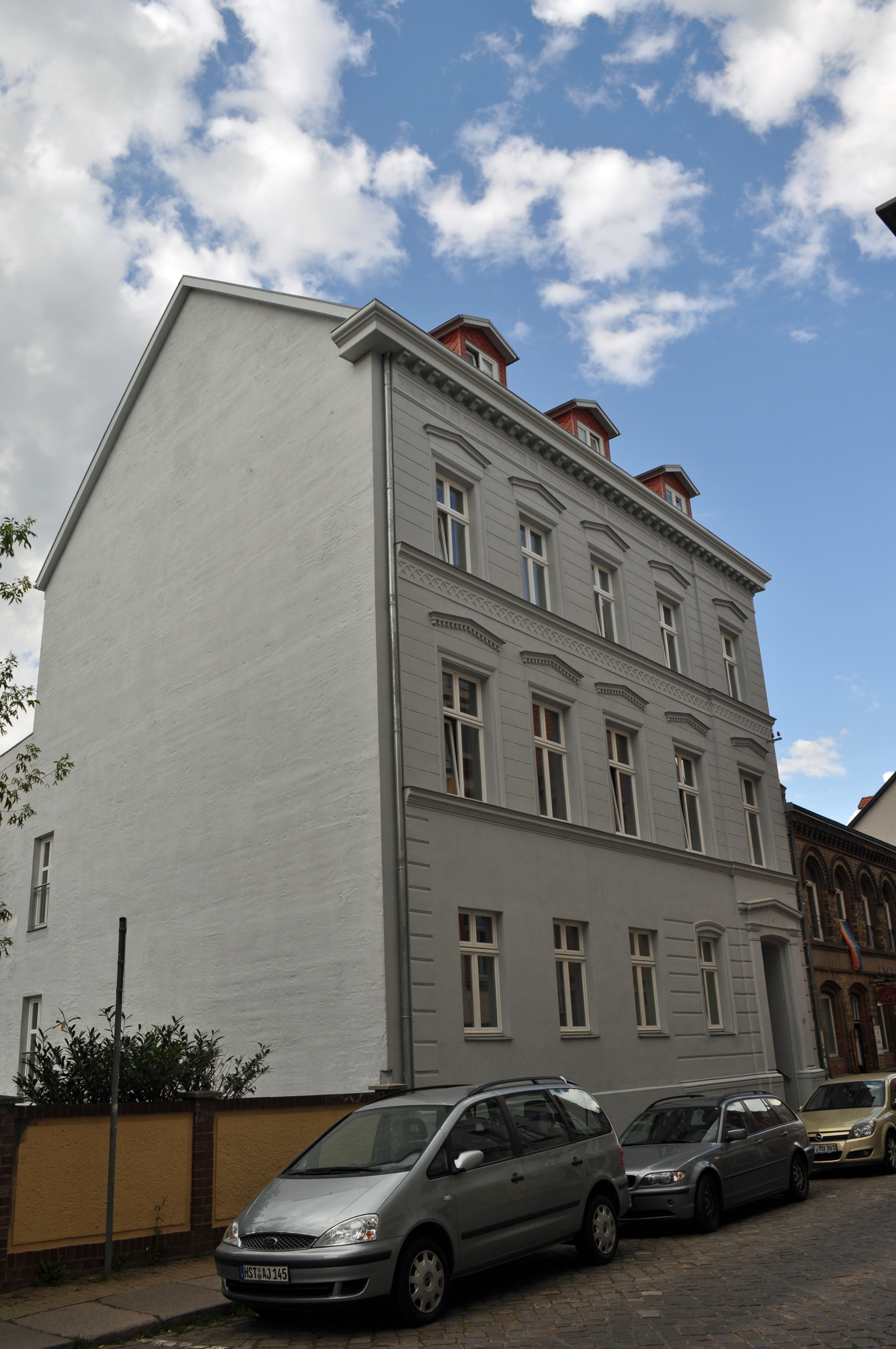
Das Haus Frankenstraße 62 Stralsund (2011)

Das Haus mit der postalischen Adresse Frankenstraße 62 ist ein unter Denkmalschutz stehendes Gebäude in der Frankenstraße in Stralsund.
Das dreigeschossige und fünfachsige Traufenhaus wurde im dritten Viertel des 19. Jahrhunderts errichtet. Die Fassade ist in den Formen des Neoklassizismus gestaltet. Gesimse trennen die Geschosse, zwei Schmuckfriese sind ausgeführt. Die Fenster in den Obergeschossen sowie die Haustür sind mit flachen Dreiecksgiebeln verdacht.
Das Haus liegt im Kerngebiet des von der UNESCO als Weltkulturerbe anerkannten Stadtgebietes des Kulturgutes „Historische Altstädte Stralsund und Wismar“. In die Liste der Baudenkmale in Stralsund aus dem Jahr 1997 ist es mit der Nummer 251 eingetragen.